# Бабинский сельсовет
Бабинский сельсовет — сельское поселение в Обоянском районе Курской области Российской Федерации.
Административный центр — село Вышнее Бабино.

## География
Земли на территории Бабинского сельсовета богаты черноземом ( тяжелый суглинок), содержание гумуса – одно из самых высоких в Обоянском районе. Почвы подвержены водной эрозии.
Граничит с Медвенским районом, с восточной и южной стороны с муниципальным образованием «Рыбино-Будский сельсовет», с западной стороны граничит с Большесолдатским районом.
По территории сельсовета протекает река  Рыбинка.

## История
Статус и границы сельского поселения установлены Законом Курской области от 21 октября 2004 года № 48-ЗКО «О муниципальных образованиях Курской области»

## Население
| 2002 | 2012 | 2013 | 2014 | 2015 | 2016 | 2017 |
| ---- | ---- | ---- | ---- | ---- | ---- | ---- |
| 422  | ↘310 | ↘292 | ↗294 | ↗295 | ↗302 | ↘288 |
| 2018 | 2019 | 2020 | 2021 |      |      |      |
| ↘283 | ↘264 | ↗269 | ↗284 |      |      |      |

Более 70 % жителей муниципального образования составляют жители предпенсионного и пенсионного возрастов.

## Состав сельского поселения
| № | Населённый пункт | Тип населённого пункта       | Население |
| - | ---------------- | ---------------------------- | --------- |
| 1 | Вышнее Бабино    | село, административный центр | ↘221      |
| 2 | Нижнее Бабино    | село                         | →135      |

## Инфраструктура
Вышнебабинская основная общеобразовательная школа, Бабинский ЦСДК, Бабинская сельская библиотека, Нижнебабинский ФАП, Вышнебабинский ФАП, три торговые точки, Обоянский свекловод, предприятия «Надежда» и «Пахомов».

## Русская православная церковь
В конце XVII века на территории нынешнего села Нижнее Бабино была построена деревянная церковь во имя Святого Афанасия и Кирилла. В настоящее время церковь отнесена к памятникам исторического наследия местного значения, но Церковь находится в полуразрушенном состоянии и, по заключению экспертов, восстановлению не подлежит.